# 吴湛
吴湛（?—?），辽国官员。担任南面官的枢密副使和参知政事。
1055年（辽道宗清宁元年）十二月十一日，辽道宗任命枢密副使姚景行为参知政事，吴湛为枢密副使。1057年（宋仁宗嘉祐元年）九月庚子，辽道宗派萧扈、吴湛到北宋求取宋仁宗的画像。1059年（辽道宗清宁五年）十二月初一壬戌，辽道宗以北院林牙奚马六为右夷离毕，参知政事吴湛因为弟弟吴洵冒入仕籍，削爵为民。苗刘兵变时有中军统制吴湛依附苗傅、刘正彦；清朝吴湛，字伯其，号冉渠，睢阳人，撰有《选诗定论》十八卷。